# 스랏다

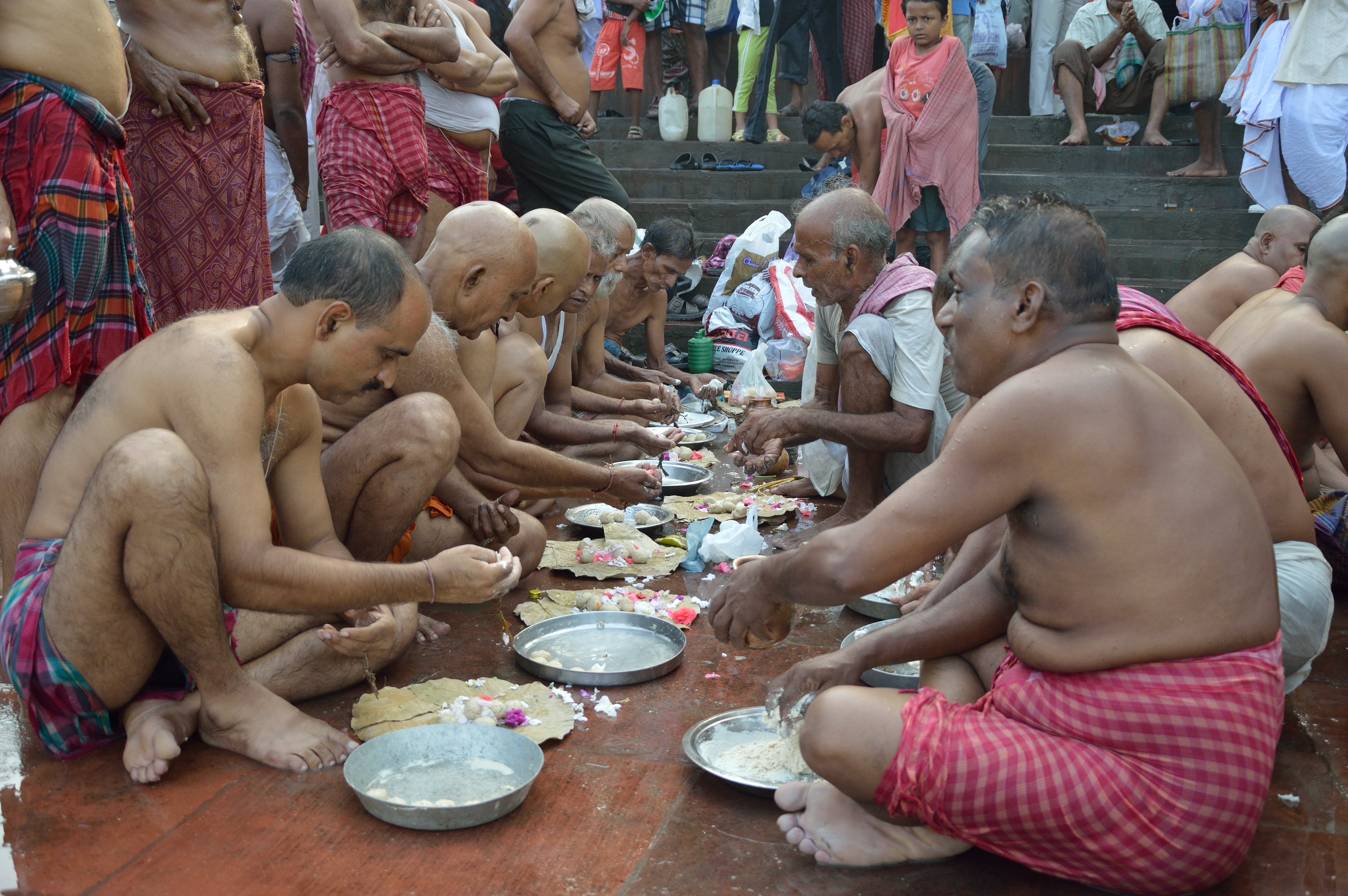
스랏다 의식이 진행되는 모습

스랏다(산스크리트어·힌디어: श्राद्ध)는 사람의 영혼, 특히 죽은 부모에게 경의를 표하기 위해 수행하는 의식이다. 개념적으로, 스랏다는 사람들이 있는 그대로 있도록 도와주고 그들의 평화를 기도해 준 그들의 부모와 조상들에게 진심 어린 감사와 추모를 표현하는 방법이다. 스랏다는 또한 "추모의 날"로 생각될 수 있다. 스랏다는 힌두력에 따라 부모가 각각 죽은 날("tithi")에 따로따로 수행된다. 게다가, 스랏다는 또한 가을 샤라드 나바라트리 바로 전에, 피트리 팍샤 또는 슈라다 팍샤(조상들의 밤) 동안 부모 모두의 '피트리' 공동체 전체를 위해 집합적으로 수행된다.

## 의식
실제로 카르타(스라다를 수행하는 사람)는 (1) 그날 브라만(사제)들을 초대하고, 그들에게 부모의 신성을 불러내어 경배하고 먹을 것을 주며, (2) 호마(불의식)를 수행하여 제물을 조상에게 전달하고 영양을 공급하고 보호하는 신들인 아그니와 소마를 달래고 (3) 떠난 영혼에게 쌀 한 공기('핀다 프라다나', 조상의 영혼인 피트리스에게 바치는 공양)를 제공한다. 공물은 아버지, 할아버지, 증조부/어머니, 아버지의 어머니, 아버지의 할머니 등 3대에 걸쳐 바쳐진다. 카르타는 사제에게 환대를 베풀고 브라만에게 “닥시나”(수수료)를 주는 것으로 의식을 마무리한다. (스랏다를 하는 동안 발을 씻겨주는 등 브라만에 대한 존경심을 표시하는 다양한 행동이 행해진다). 힌두교에서도 까마귀를 숭배하며, 스랏다 기간 동안 까마귀에게 음식이나 핀다를 바치는 관습이 여전히 남아 있다.
이는 힌두교의 현자들이 구상해온 보다 중요하고 숭고한 "사삼스카라"(정신과 영혼을 정화하기 위한 의식)의 하나이기 때문에, 의식의 수행자가 자신이 하는 일을 이해하는 것은 필수적이다. 그래야만 의식의 참된 의도가 성취되고, 의식의 수행자는 완전히 만족감을 느낄 수 있다. 그렇지 않으면, 의식은 단지 자신의 기계적인 운동이 된다.
사후에 가족들은 마지막 의식과 홀람을 행한다. 이러한 의식들은 한 사람의 삶을 반영하는 것이다. 산티호맘과 아그니호맘도 포함될 수 있다. 산티호맘 이후에는 몸에 성수를 뿌려 씻어낸다. 다른 의식으로는 음식을 바치는 것과 몸에 약초를 바르는 것이 있다. 하반은 불의 신 아그니를 달래기 위해 행해진다. 호맘 때에는 수행자가 신에게 고인의 잘못과 죄를 용서해 달라고 기도하는 동안 구절들이 낭송된다.

## 스랏다 기간
경전에서는 96개의 스랏다 카르마를 수행하도록 규정하고 있다. 하지만 이러한 관행을 지키기는 어렵다. 또한 일 년에 한 번, 피트르 파크샤 기간에는 더 큰 우주인 조상에게 공양을 바친다. 힌두교 아만타 달력(아마바샤로 끝나는 달)에서는 바드라파다의 하반기를 피트루 파크샤라고 부른다: 피트리파크샤 또는 스라다파크샤, 아마바샤(초승달)는 사르바피트리 아마바샤라고 한다. 이 부분은 무후르타샤스트라(선거 점성술)에서 불길한 것으로 간주된다. 이 시기(일반적으로 9월)에는 인도와 네팔의 농작물이 준비되며, 나바라트리와 같은 다른 축제가 시작되기 전에 부모나 조상 등 조상에게 먼저 존경과 감사의 표시로 농작물을 바친다(핀다를 통해).
많은 사람들이 페호와, 쿠루크셰트라, 하리드와르, 고카르나, 나시크, 가야 등의 힌두교 성지 순례지를 방문해 스랏다 의식을 거행한다. 하리드와르는 힌두교 계보 등록지로도 유명하다.

## 같이 보기
- 제사
- 야즈나